# Les Béatitudes
 (mars 2023).
Si vous disposez d'ouvrages ou d'articles de référence ou si vous connaissez des sites web de qualité traitant du thème abordé ici, merci de compléter l'article en donnant les références utiles à sa vérifiabilité et en les liant à la section « Notes et références ».
Pour les articles homonymes, voir Béatitudes (homonymie).
Les Béatitudes, FWV 53, est un oratorio pour orchestre, chœur et solistes composé par César Franck entre 1869 et 1879. 
Le livret est une méditation poétique de Joséphine Colomb sur les huit Béatitudes d'après l'évangile selon Matthieu. L'œuvre a été donnée pour la première fois en version réduite le 20 février 1879 lors d'un concert privé au domicile de César Franck. L'oratorio complet n'a été représenté qu'après la mort du compositeur en 1893 par l'orchestre des Concerts Colonne.
D'une durée de presque deux heures, l'œuvre est l'une des plus longues compositions de Franck. Elle est écrite pour orchestre, chœur et huit solistes (soprano, mezzo-soprano, contralto, 2 ténors, baryton, et 2 basses) et divisée en huit parties et un prologue : 
- Prologue
- I.  Bienheureux les pauvres d'esprit
- II. Bienheureux ceux qui sont doux
- III. Bienheureux ceux qui pleurent
- IV. Bienheureux ceux qui ont faim et soif de la justice
- V. Heureux les miséricordieux
- VI. Bienheureux ceux qui ont le cœur pur
- VII. Bienheureux les pacifiques
- VIII. Bienheureux ceux qui souffrent persécution pour la justice

## Enregistrements
- Jean Allain, direction, Académie symphonique de Paris, Pierre Cochereau (orgue), 1962
- Rafael Kubelik, direction, Orchestre symphonique de la Radiodiffusion bavaroise, Jessye Norman, Brigitte Fassbaender, René Kollo, Dietrich Fischer-Dieskau, 1974
- Armin Jordan, direction, Nouvel orchestre philharmonique et Chœur de Radio France, Louise Lebrun, Jane Berbié, Nathalie Stutzmann, 1986
- Helmuth Rilling, direction, Orchestre symphonique de la radio de Stuttgart, Gilles Cachemaille, John Cheek, Keith Lewis, 1990
- Gergely Madaras direction, Orchestre philharmonique royal de Liège et Chœur national hongrois, Anne-Catherine Gillet, David Bizic, Héloïse Mas, Eve-Maud Hubeaux et al. 2024